# André Guèye
André Gueye (Pallo-Youga, 6 de janeiro de 1967) é um prelado senegalês da Igreja Católica. Desde 2025 é o arcebispo de Dacar.

## Biografia
André Gueye nasceu em 6 de janeiro de 1967 em Pallo-Youga, no departamento de Tivaouane, no Senegal. Recebeu o sacramento do batismo três meses após seu nascimento, em 2 de abril de 1967, e a confirmação aos 12 anos, em 8 de julho de 1979 na paróquia de Notre-Dame-de-l'Annonciation de Mont-Roland no Senegal.
Frequentou a escola primária em Mont-Roland entre 1973 e 1979. Depois, de 1979 a 1983, completou o primeiro ciclo de estudos secundários no seminário menor de Saint Joseph em Ngasobil antes de entrar no seminário médio de Thiès em outubro de 1983. Em seguida, completou o segundo ciclo de estudos secundários no colégio Saint Gabriel em Thiès, onde obteve o bacharelado com opção em literatura clássica em 1986.
Ele ingressou no seminário maior de Libermann em Sébikotane, em Dacar, em 1986, e depois foi transferido para o de Brin em Ziguinchor em 1987 para estudar filosofia. Ele também estudou teologia por três anos em Roma, na Pontifícia Universidade Urbaniana.
Ele recebeu a ordenação diaconal em 14 de dezembro de 1991 em Thiès e a ordenação presbiteral em 27 de junho de 1992 na Catedral de Sainte Anne de Thiès e depois incardinado na mesma diocese.
Após sua ordenação sacerdotal, ocupou entre 1992 e 1997 o cargo de vigário paroquial de Sainte Croix, em Bambey. De 1997 a 2000, foi vigário paroquial da Catedral de Sainte Anne em Thiès. Em 2000 tornou-se vigário dominical da catedral de Sainte Anne em Thiès. A partir de 2004 foi nomeado pároco da paróquia de Sainte Croix de Bambey, cargo que ocupou até 2006. Paralelamente, estudou entre 2000 e 2005 e obteve o grau de mestre e o diploma de estudos avançados em filosofia na Universidade Cheikh-Anta-Diop de Dacar.
De 2006 a 2012, ocupou o cargo de professor de filosofia no seminário maior Saint Jean Marie Vianney de Brin, na diocese de Ziguinchor.

### Episcopado
Em 18 de janeiro de 2013, o Papa Bento XVI o nomeou bispo da diocese de Thiès. Recebeu a ordenação episcopal em 25 de maio de 2013, em Thiès a céu aberto, do arcebispo metropolitano de Dacar, Cardeal Théodore-Adrien Sarr, coadjuvado por Benjamin Ndiaye, bispo de Kaolack e por Ludwig Schick, arcebispo de Bamberg.
Em 22 de fevereiro de 2025, o Papa Francisco o nomeou Arcebispo de Dacar. Ele sucede assim Benjamin Ndiaye.